# Amir Hamzah
Tengku Amir Hamzah (28. února 1911 Tanjung Pura – 20. března 1946) byl indonéský básník. Je jediným indonéským básníkem z doby před indonéskou národní revolucí, který zaznamenal mezinárodní ohlas. Amirovy rané básně se zabývají tématy lásky a erotiky, pozdější se pak věnují náboženství a podle některých výkladů jsou ovlivněny i mysticismem. Jsou psány v malajštině, ale autor užíval i javánská slova.
Narodil se v malajské aristokratické rodině v sultanátu Langkat na severní Sumatře. Během studia na střední škole v Surakartě se kolem roku 1930 zapojil do nacionalistického hnutí a začal psát poezii. Napsal 50 básní a 18 lyrických próz. Rovněž překládal. V roce 1932 spoluzaložil literární časopis Poedjangga Baroe. Poté studoval práva v Batavii (nyní Jakarta). V roce 1937 vydal první sbírku básní nazvanou Nyanyi Sunyi. Jeho múzou a láskou byla spolužačka Ilik Sundari. V roce 1937 byl však povolán zpět na Sumatru, aby se oženil se sultánovou dcerou a převzal dvorské povinnosti. Ačkoli se svým manželstvím nebyl spokojený, respektoval tradici. V roce 1941 vydal druhou sbírku básní Buah Rindu, ale poté psát přestal. Poté, co Indonésie v roce 1945 vyhlásila nezávislost, působil jako zástupce vlády v Langkatu. Následující rok, ve svých 35 letech, byl zabit levicovými milicionáři vinícími místní aristokracii z kolaborantství s holandskou koloniální vládou. Pohřben byl v hromadném hrobě. V roce 1975 byl prohlášen Národním hrdinou Indonésie, což je nejvyšší vyznamenání, jaké může Indonésan získat.

## Česká vydání
- Zpěvy toužení a osamělosti, Jablonné v Podještědí: Mi:Lu Publishing 2022, přeložil Filip Lexa.